# ヤマハ・XT1200Zスーパーテネレ
XT1200Z Super Ténéré（エックスティーせんにひゃくゼットスーパーテネレ）とは、2010年にヤマハ発動機が海外向けに発売した、1200 cc4ストロークエンジンを搭載した大型自動二輪車である。

## 概要

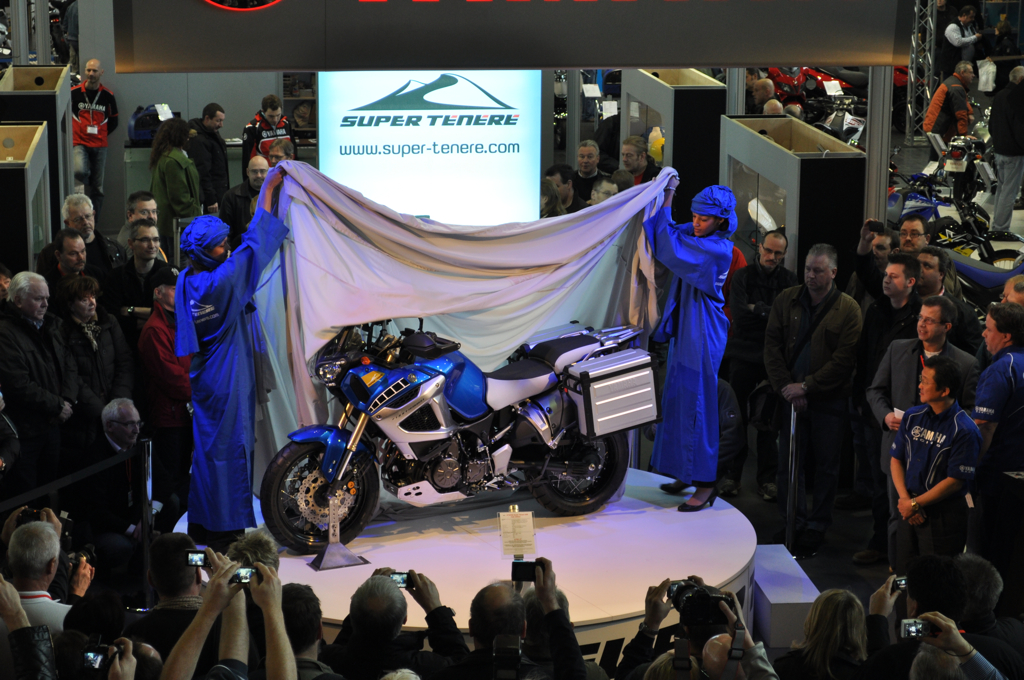
公開されるXT1200Z Super Ténéré

世界一過酷なモータースポーツとも称されるパリ・ダカールラリー、第1回ダカール・ラリー、および第2回ダカール・ラリーで総合優勝を果たしたXT500にルーツを持つ本車両は、そのラリーの舞台であるサハラ砂漠、テネレの名を冠するように、アスファルトの道路を走行するだけではない、行く先々の過酷な気象条件や起伏の激しい路面状態に対応できる高い走破性能を発揮するオートバイとして、「Ultimate Gear for Intercontinental Adventure」というコンセプトの基に開発が行われた。
ロングライドをこなすための居住性能、大型車両であっても山道や林道を走破できる軽快なフットワーク、全ての道を走れる走行性能を得るためにさまざまな技術、装備が投入され、状況や搭乗者の好みに応じた幅広い調整範囲や搭乗者補助機能を実現した。

## 車両解説
直列2気筒1200 ccのエンジンは慣性トルクの影響を最小とする270度クランクを採用し、燃焼時間を速めるツインプラグ方式やワイドレシオのトランスミッションが組み合わされ、全域にわたってトルクフルで扱いやすいよう設計がなされた。潤滑方式にはオイルタンクを別体とするドライサンプ方式を採用しつつ、レイアウトの検討を重ねた結果、ミッション軸下側にオイルタンクを設ける設計とし、配管の省略やコンパクト化と低重心の両立に成功した。排気系統は操作性を損なわないようマスを集中させる楕円形のショートマフラーとしつつもハニカム触媒を配置し、残留酸素濃度を検知し燃料噴射をリアルタイムで補正するフィードバック制御と相まって優れた環境性能を達成している。
高い耐久性・メンテナンス性を実現するため、駆動伝達はシャフトドライブ方式とし、これにはヤマハ製二輪車として初のピニオンギア軸とリングギア軸をオフセットするハイポイドギア方式が採用された。同様の理由によりエンジン、フレームレイアウトはエアクリーナーボックスからスロットルボディ、シリンダーヘッドまでを外部からアクセスしやすいように直線的に配置され、同時に車体をスリムにするためにラジエーターは車体左側面、右側面にはバッテリーなどの電装関係を集中して配置し、レイアウトによる足つき性の向上なども考慮された。
足回りには、積荷や速度レンジ、路面状況に応じて伸び・縮み減衰力やプリロードを調整できる⌀43 mmのフルアジャスタブル倒立フォークに、イニシャルと伸び側減衰力が調整可能なリンク式モノクロスサスペンションを介して支持される金型低圧鋳造によるアルミ製リヤアーム。搭乗者を補助する機能としてYZR-M1で培われた、路面μの低い未舗装路での突然のスリップダウンを抑制するトラクションコントロールシステムを状況に応じて3段階から選択できるほか、スロットルバルブ特性は限界性能を引き出すものと巡航に適した設定がなされたものと選択することが可能で、アンチロックブレーキシステムやリアブレーキ単体では作動しない前後連動ブレーキシステムといった補助機能も搭載された。

## 遍歴

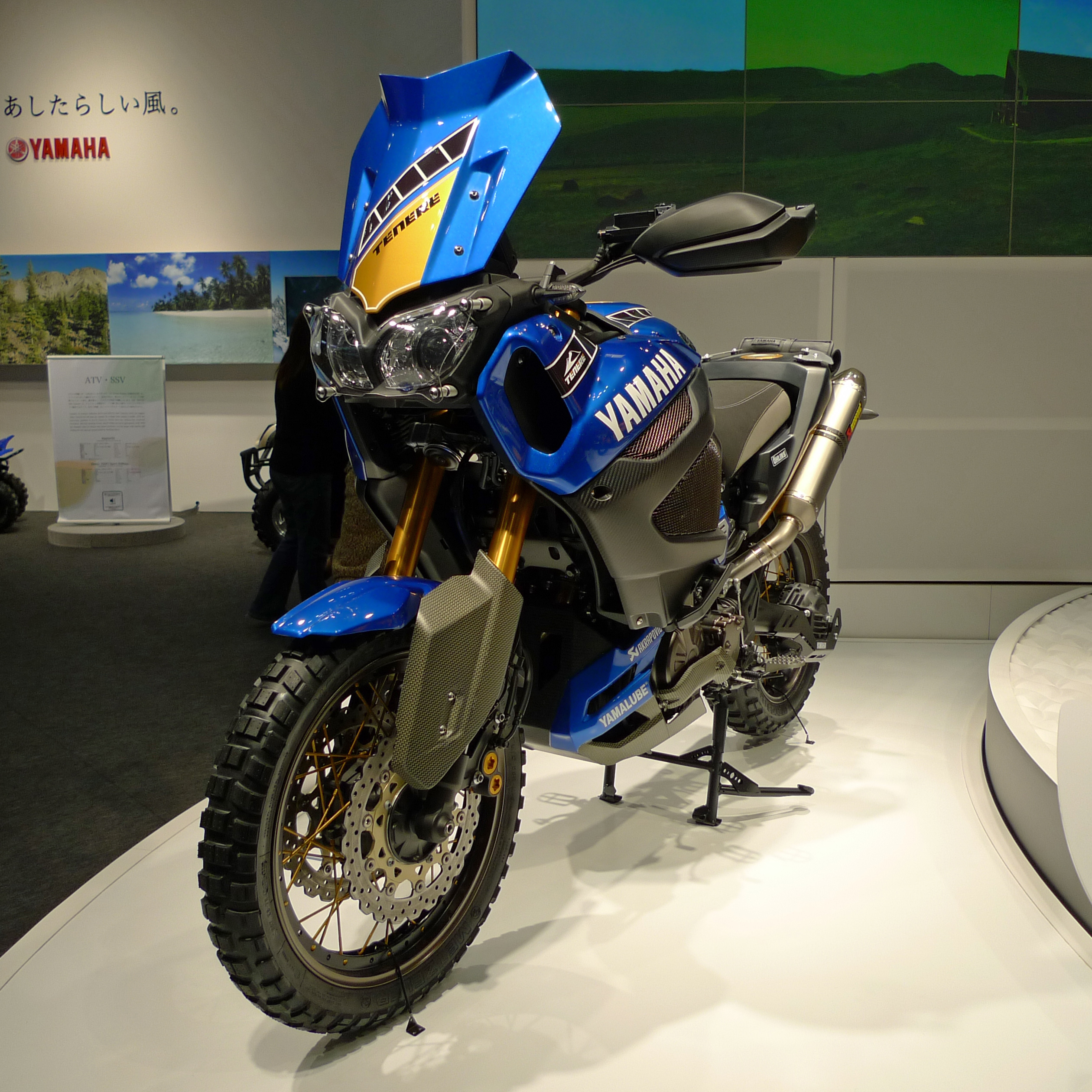
2011年東京モーターショーに出品されたワールドクロッサーのコンセプトモデル

### 2010年仕様
日本ではプレストコーポレーションが4月27日にFZ8と同時に国内での逆輸入車の取り扱い決定を発表、5月13日に販売価格などの情報が公表され、First Editionとしてサイドケース、スキップガード、専用エンブレムを与えられた特別仕様車が以下のカラーバリエーションで発売された。なお、価格は通常仕様と異なり1,680,000円（税込）
- ██ビビットパープリッシュブルーカクテル5
- ██シルバー3

### 2011年仕様
カラーバリエーションが以下のように改められた。
- ██ビビットパープリッシュブルーカクテル5
- ██シルバー3
- ██ブラックメタリックX
- ██ブルーイッシュホワイトカクテル1

### 2013年仕様
車体各所にバンパーなどの装備が追加された特別仕様車、ワールドクロッサーが発売されるとともに、カラーバリエーションが以下のように改められた。
- ██ヤマハブルー
- ██マットグレー
- ██コンペティションホワイト

## ギャラリー

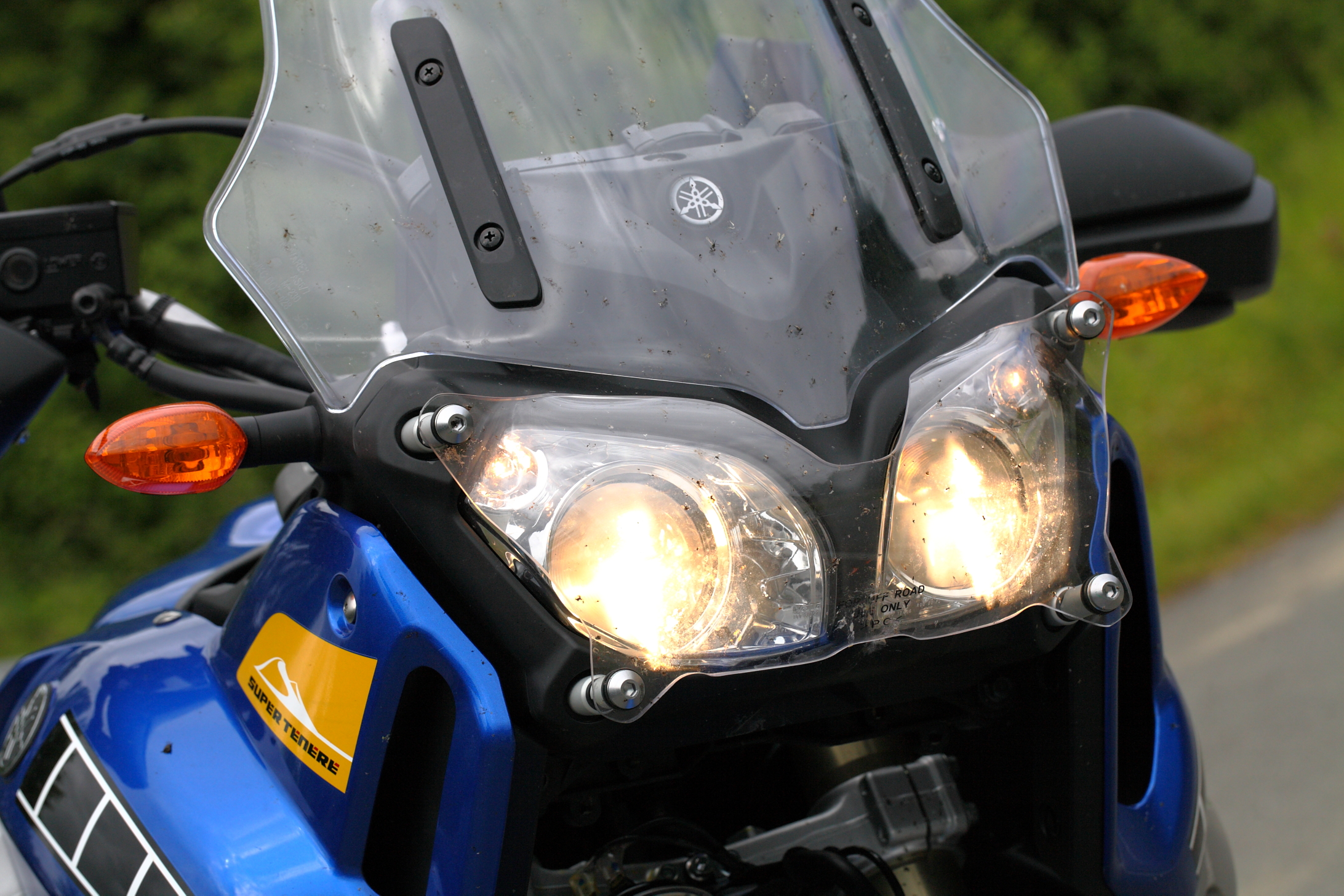
フロントマスク
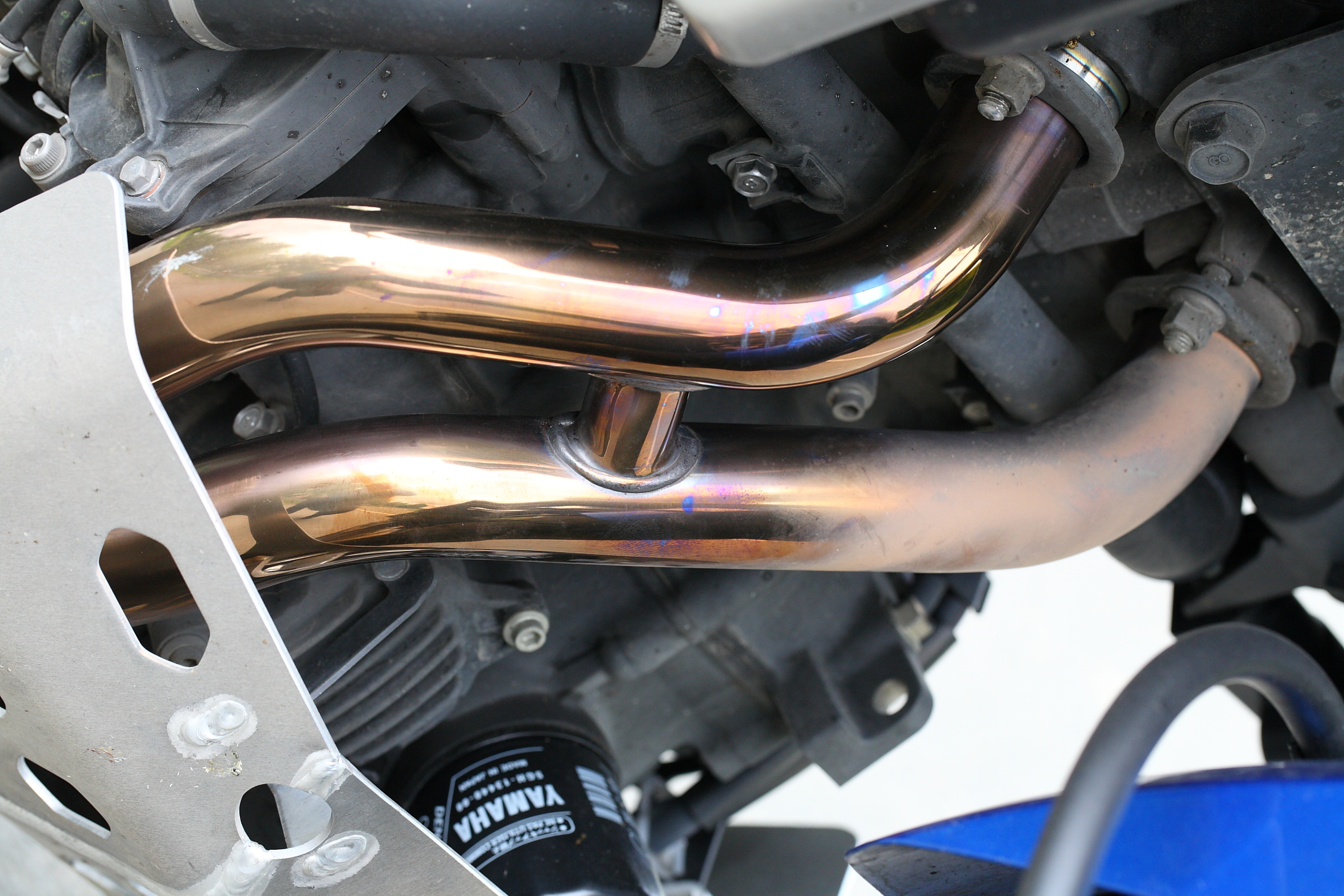
エキゾーストパイプ
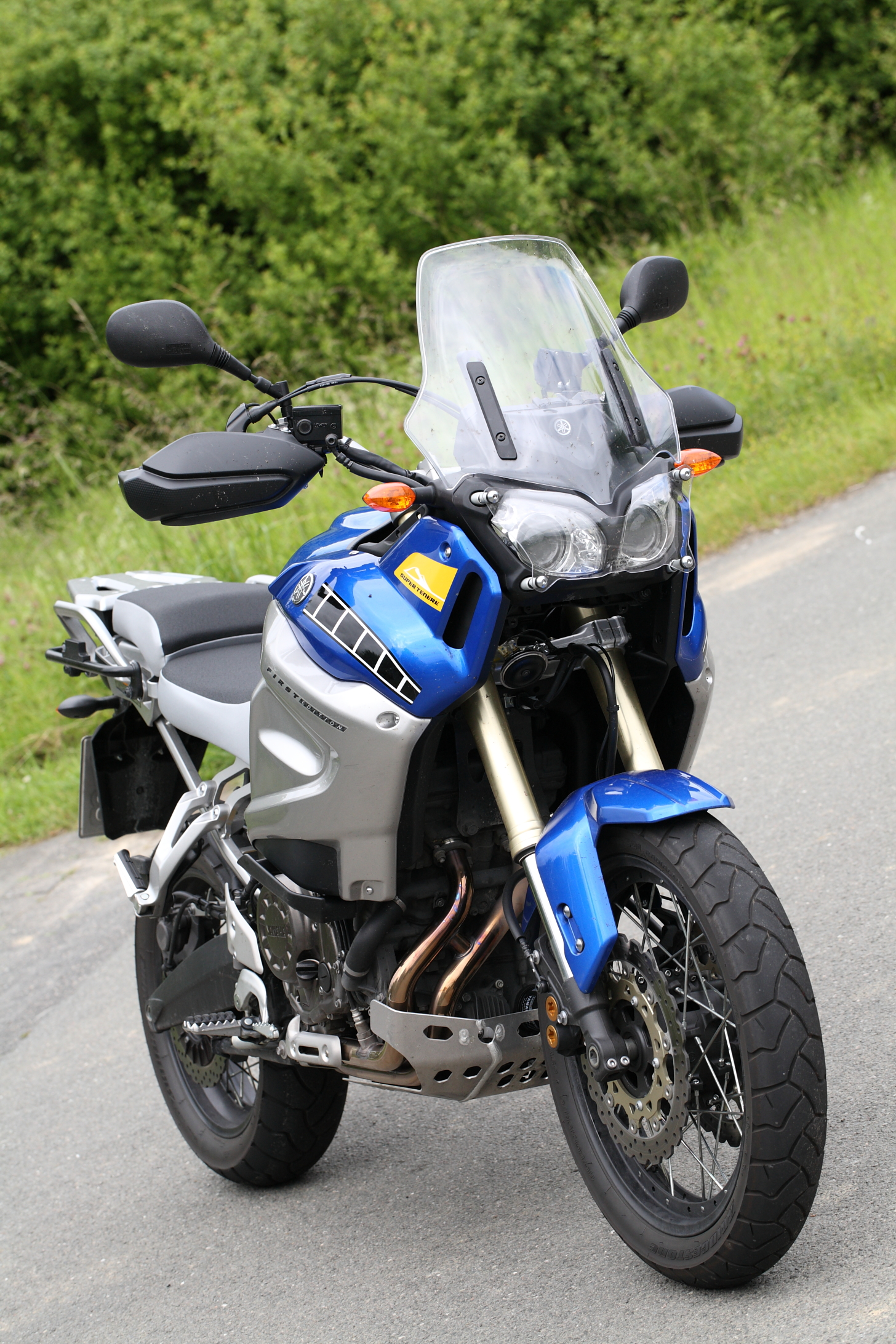
前方より
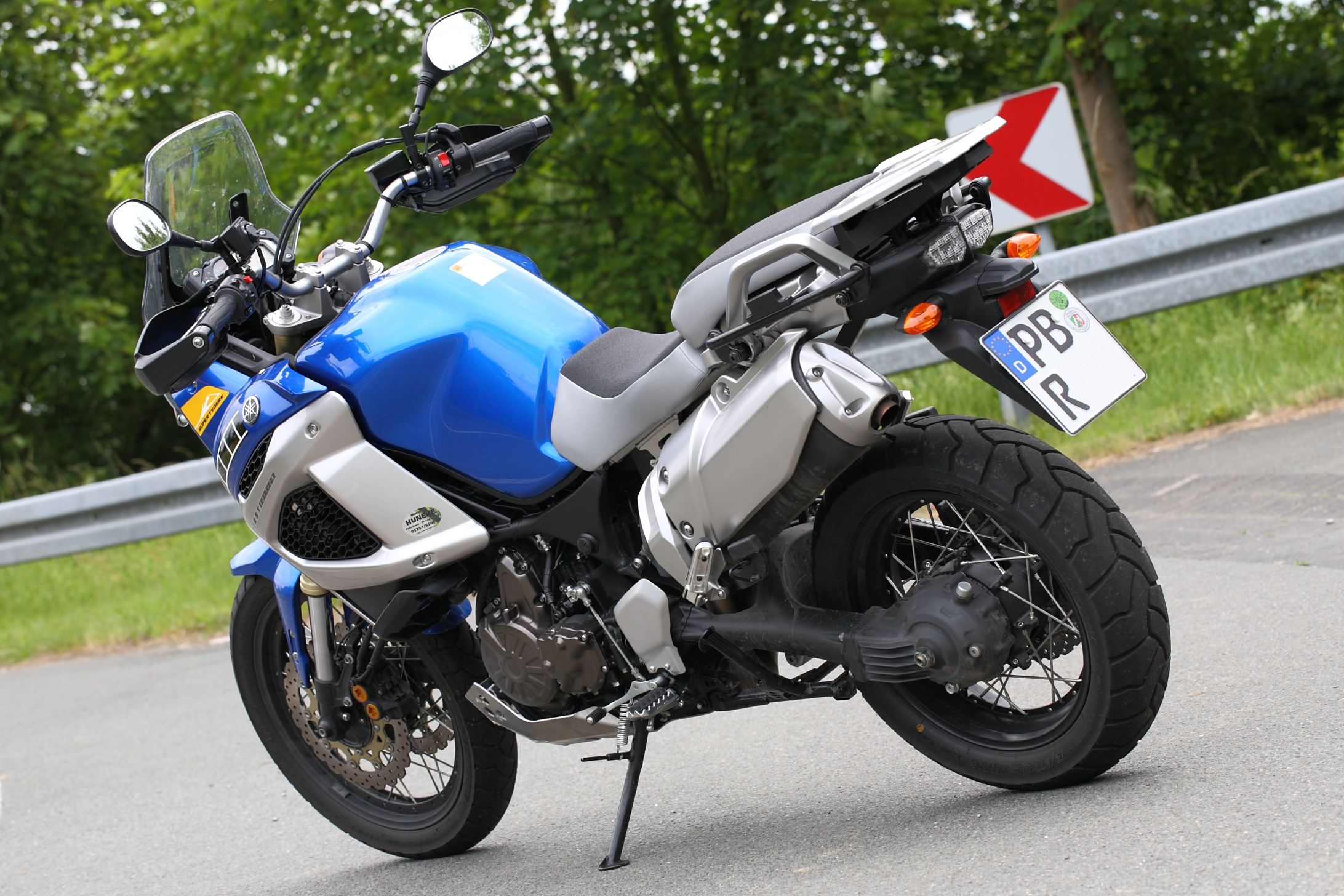
左後方より
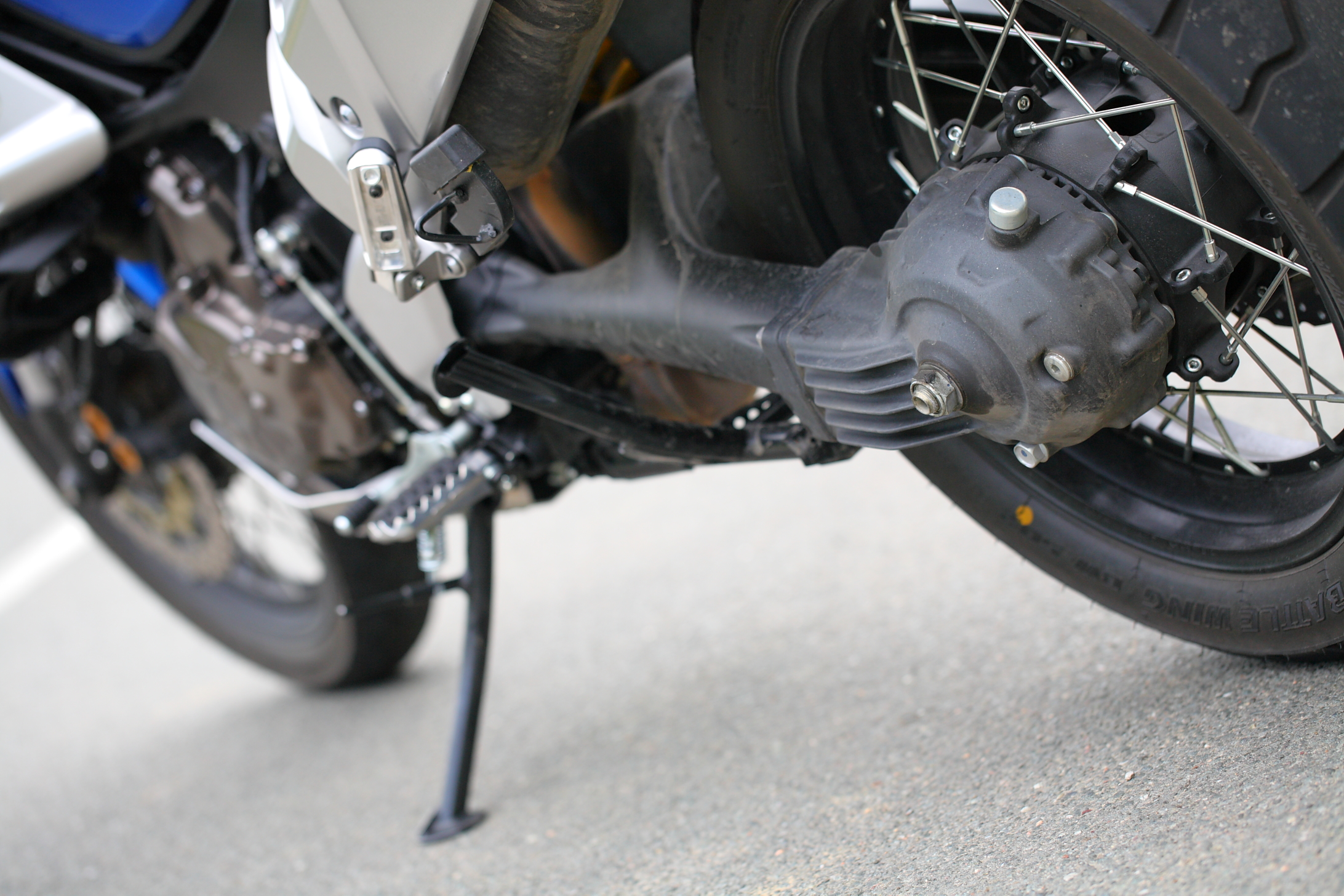
リヤサスペンション
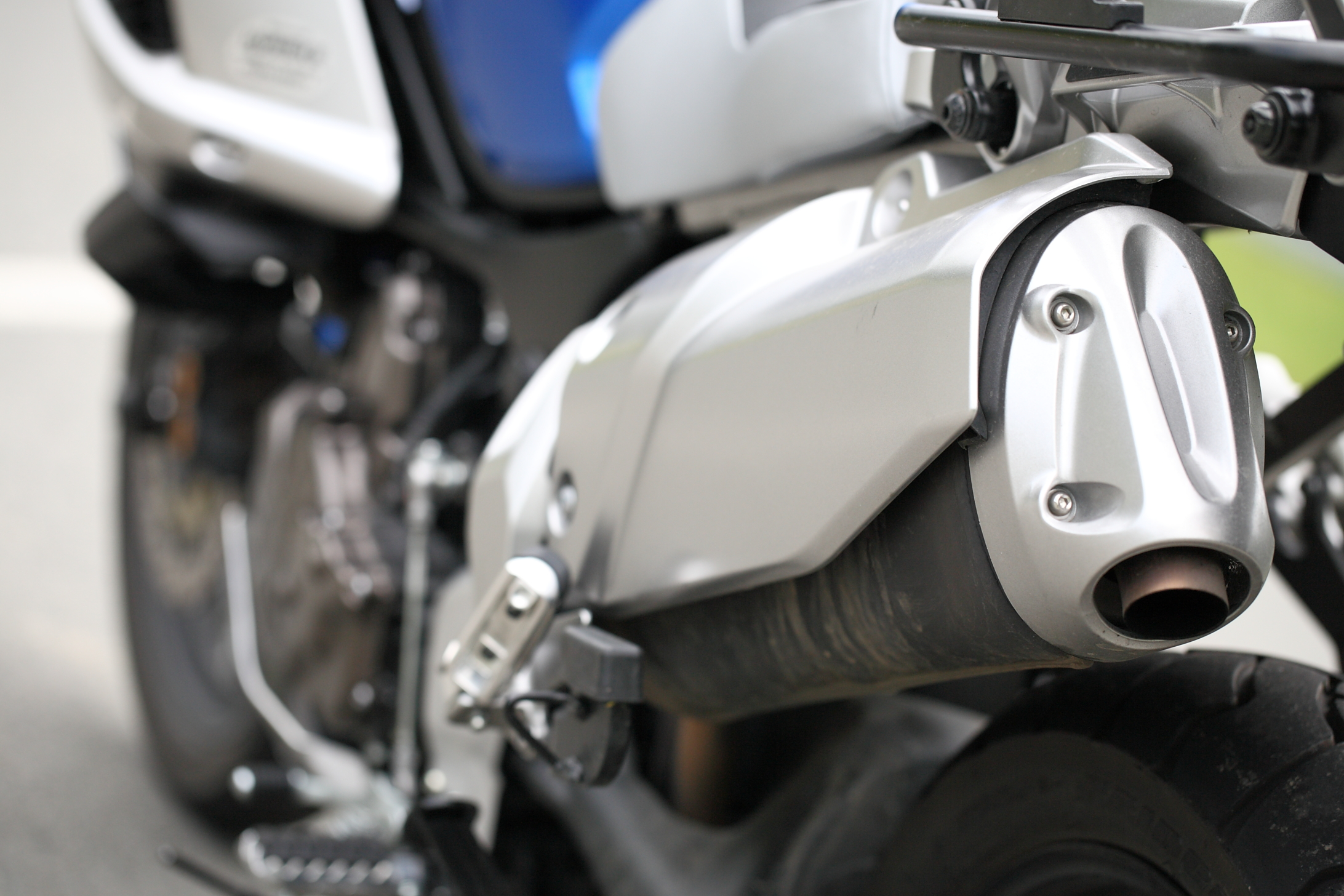
サイレンサー
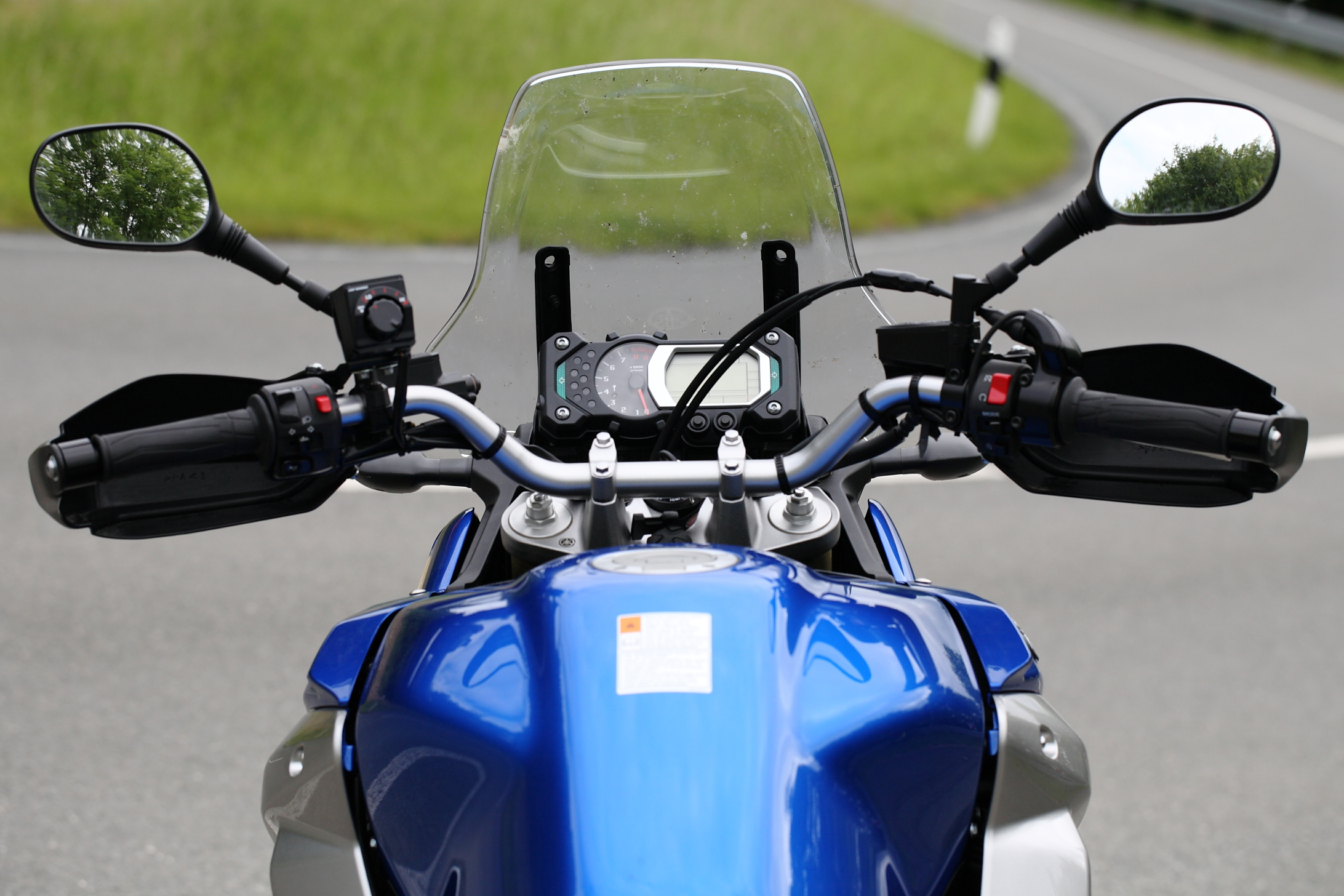
着座視点
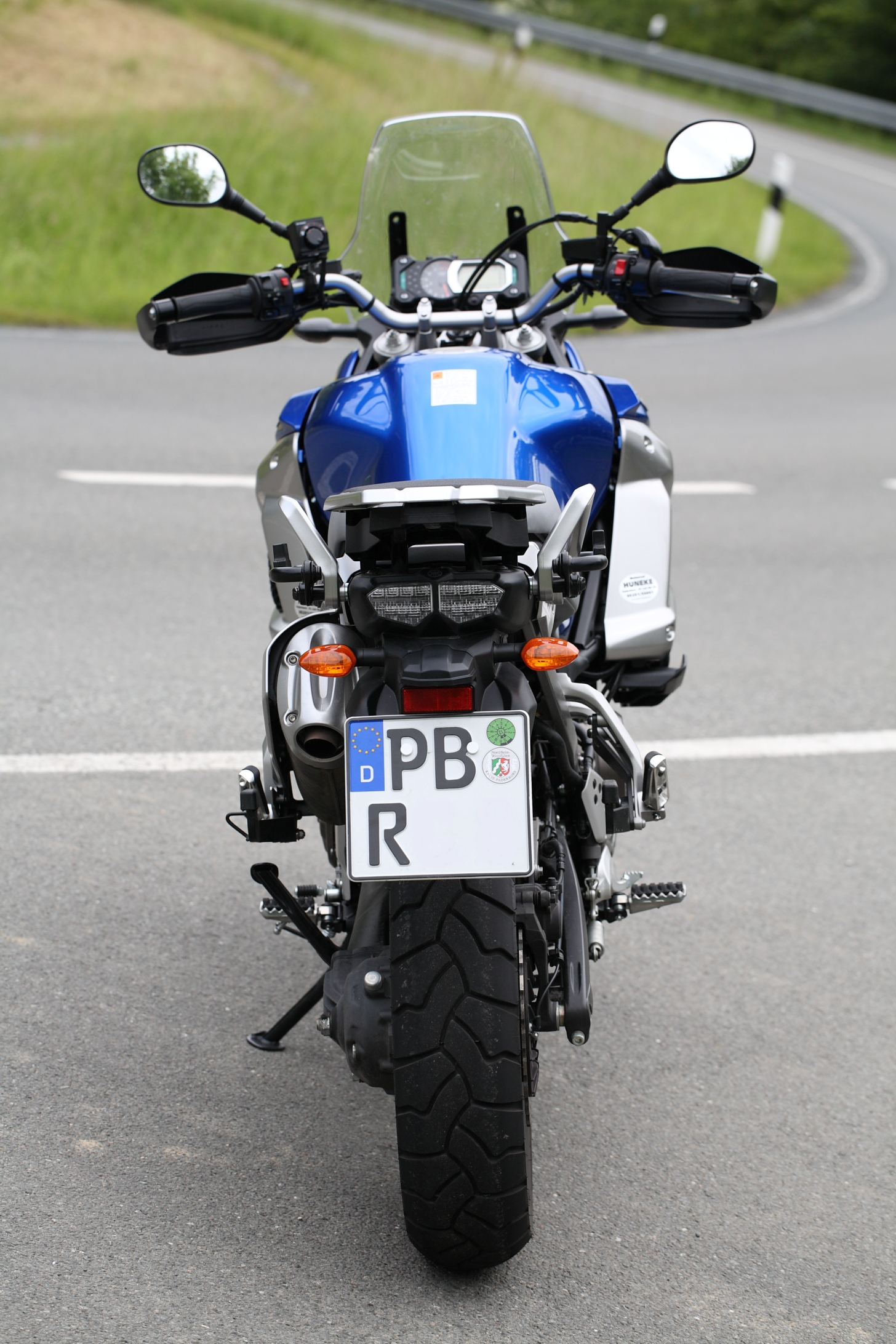
リアビュー
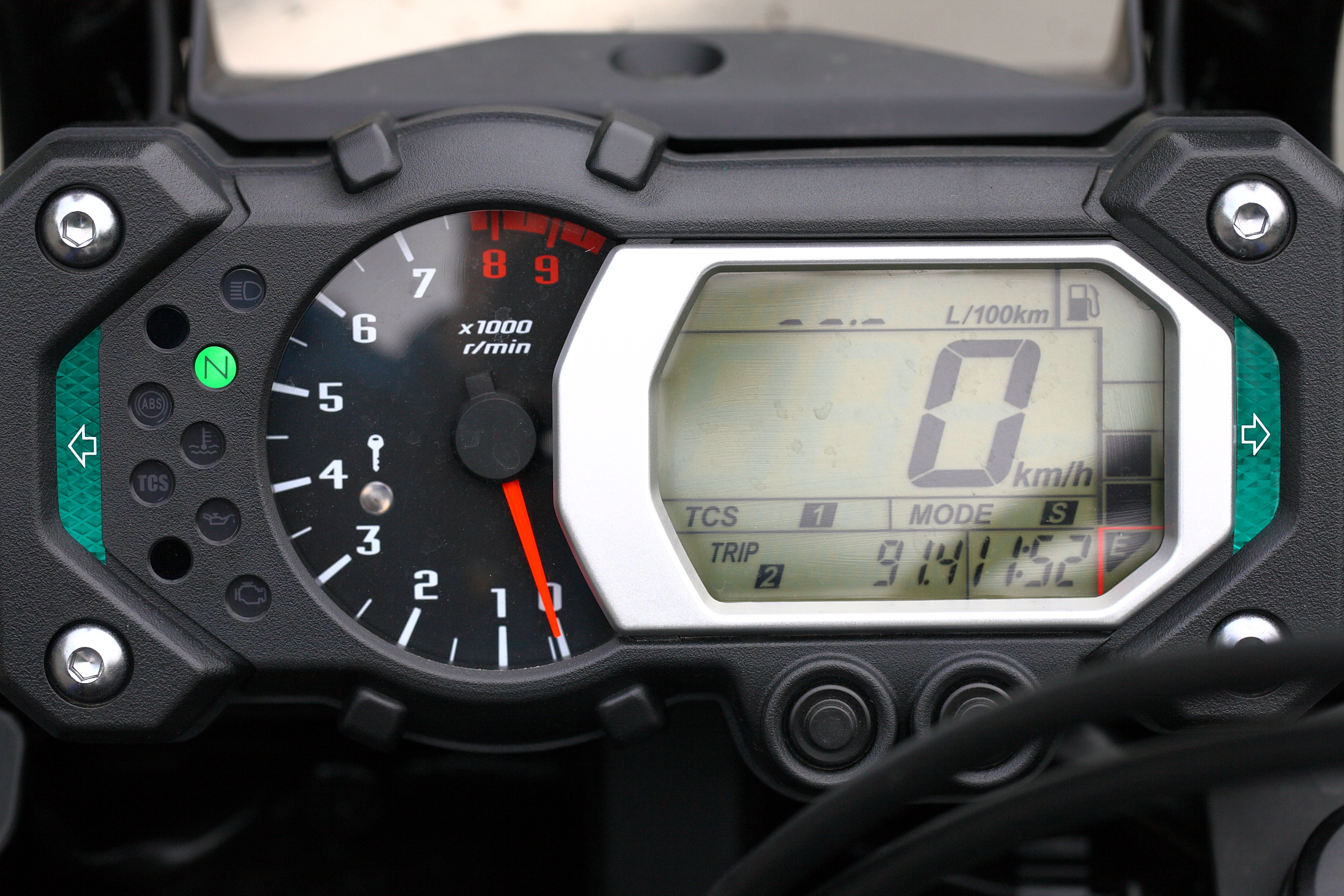
メーターパネル
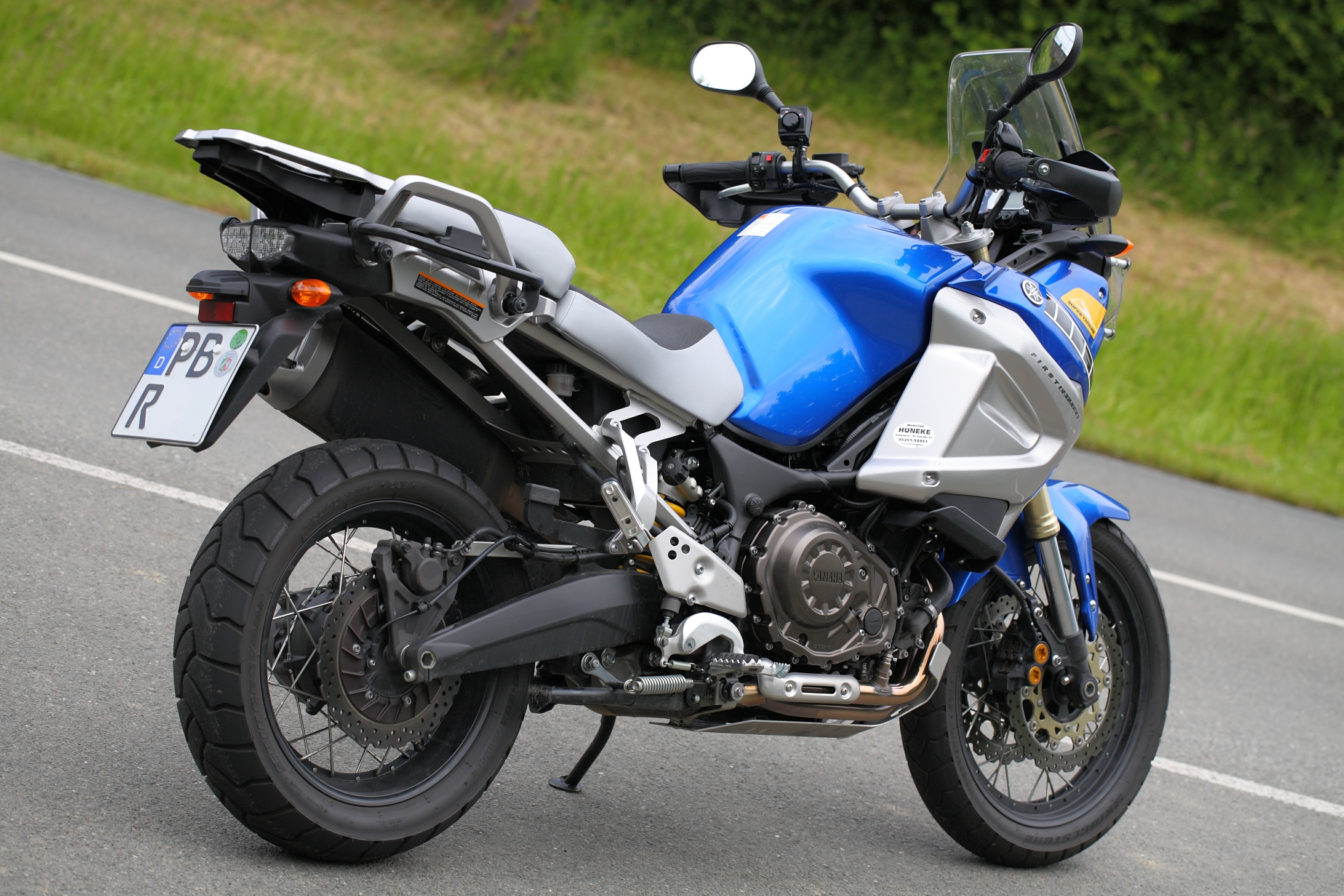
右後方より